# Constrictor
A Constrictor Alice Cooper 1986-os albuma. Három évvel követte elődjét a DaDa-t, amely 1983-ban jelent meg. Cooper még ebben az évben készítette egy közös dalt a Twisted Sister-rel, amelynek címe "Be Cruel To Your School". Az albumon Kane Roberts gitáros hallható, aki valamennyi dalban szerzőként is közreműködött. Az album a Billboard 200-as listáján az 59. helyet érte el 1986-ban.
Az album legnagyobb slágere a "He's Back (The Man Behind The Mask)", amely hallható a Péntek 13. 6. részében is. A dal Svédországban #1. lett a slágerlistákon. A filmben hallható volt továbbá a "Teenage Frankenstein" és a "Hard Rock Summer" is. Utóbbi nem található meg az albumon, azonban a The Life and Crimes of Alice Cooper (1999) nevű Box Setben megjelent.
Az 1986-ban bemutatott Back to School nevű filmbe eredetileg fel akarták használni a "The Great American Success Story"-t, azonban ez nem következett be.
A "Trick Bag" című dal zenéje, a "He's Back" demo felvételének zenéje volt eredetileg. Azonban új szöveget írtak hozzá, a "He's Back" szövegéhez pedig új zenét írtak.

## Az album dalai
1. Teenage Frankenstein (Alice Cooper, Kane Roberts) – 3:40
2. Give It Up (Cooper, Roberts) – 4:13
3. Thrill My Gorilla (Cooper, Roberts) – 2:56
4. Life And The Death of The Party (Cooper, Roberts) – 3:45
5. Simple Disobedience (Cooper, Roberts) – 3:30
6. The World Need Guts (Cooper, Roberts) – 3:59
7. Trick Bag (Cooper, Roberts, Tom Kelly) – 4:18
8. Crawlin (Cooper, Roberts, Michael Wagener) – 3:22
9. The Great American Success Story (Cooper, Roberts, Beau Hill) – 3:38
10. He's Back (The Man Behind The Mask) (Cooper, Roberts, Kelly) – 3:49